# Umag Trophy 2023
L'Umag Trophy 2023, undicesima edizione della corsa, valido come evento dell'UCI Europe Tour 2023 categoria 1.2, si svolse il 1º marzo 2023 su un percorso di 139 km, con partenza ed arrivo ad Umago, in Croazia. La vittoria fu appannaggio del ceco Adam Ťoupalík, il quale completò il percorso in 3h19'33", alla media di 41,794 km/h, davanti allo svizzero Jan Christen ed all'olandese Darren van Bekkum.
Sul traguardo di Umago 152 ciclisti, sui 168 partenti, portarono a termine la competizione.

## Squadre partecipanti
| N.      | Cod. | Squadra                      |
| ------- | ---- | ---------------------------- |
| 1-6     | WSA  | WSA KTM Graz p/b Leomo       |
| 11-16   | COR  | Team Corratec                |
| 21-25   | GBF  | Green Project-BardianiCSF-F. |
| 31-36   | SUI  | Svizzera                     |
| 41-46   | GAL  | Gallina Ecotek Lucchini      |
| 51-56   | ADR  | Adria Mobil                  |
| 61-66   | ADQ  | Astana Qazaqstan DT          |
| 71-76   | ATT  | ATT Investments              |
| 81-86   | CGF  | Groupama-FDJ Conti           |
| 91-96   | CPK  | Team Colpack Ballan          |
| 101-106 | CTK  | Cycling Team Kranj           |
| 111-116 | EFD  | EF Education-Nippo DT        |
| 121-126 | EKA  | Elkov-Kasper                 |
| 131-136 | HAC  | Hrinkow Advarics             |
| 141-145 | HBA  | Hagens Berman Axeon          |

| N.      | Cod. | Squadra                        |
| ------- | ---- | ------------------------------ |
| 151-156 | ICA  | Israel-Premier Tech Academy    |
| 161-165 | JVD  | Jumbo-Visma Development Team   |
| 171-176 | LGS  | Ljubljana Gusto Santic         |
| 181-186 | MSP  | HRE Mazowsze Serce Polski      |
| 191-196 | PUS  | P&S Benotti                    |
| 201-206 | SRT  | Scorpions Racing Team          |
| 211-216 | RNO  | Rad-Net Oßwald                 |
| 221-226 | SVL  | Saris Rouvy Sauerland Team     |
| 231-236 | SWT  | Santic-Wibatech                |
| 241-244 | TER  | Team Technipes inEmiliaRomagna |
| 251-256 | TIR  | Tirol KTM Cycling Team         |
| 261-266 | TUU  | Tudor Pro Cycling Team U23     |
| 271-276 | VOS  | Voster ATS Team                |
| 281-286 | ---  | mebloJOGI Pro-concrete         |
| 291-295 | ---  | Kamen Team                     |

## Ordine d'arrivo (Top 10)
| Pos. | Corridore           | Squadra     | Tempo    |
| ---- | ------------------- | ----------- | -------- |
| 1    | Adam Ťoupalík       | Elkov       | 3h19'33" |
| 2    | Jan Christen        | Hagens      | a 2"     |
| 3    | Darren van Bekkum   | Jumbo DT    | s.t.     |
| 4    | Davide Persico      | Colpack     | a 13"    |
| 5    | Bartłomiej Ploc     | Santic      | s.t.     |
| 6    | Oded Kogut          | Israel Ac.  | s.t.     |
| 7    | Nicolas Dalla Valle | Corratec    | s.t.     |
| 8    | Pavel Kelemen       | ATT         | s.t.     |
| 9    | Thibaud Gruel       | EC Groupama | s.t.     |
| 10   | Samuele Zambelli    | Corratec    | s.t.     |